# (27728) 1990 QD8
1990 كيو دي 8 (ويعرف أيضًا باسم (27728) 1990 كيو دي 8 وفق تسمية الكوكب الصغير) (بالإنجليزية: 1990 QD8)‏ هو كويكب ضمن حزام الكويكبات؛ وترتيبه 27728 من حيث الاكتشاف.
اكتُشف هذا الجُرم الفلكي بواسطة إيريك والتر إلست في 16 أغسطس 1990.

## وصلات خارجية
- (27728) 1990 QD8 في قاعدة بيانات مختبر الدفع النفاث لأجرام النظام الشمسي الصغيرة

- الاكتشاف · مخطط المدار ·  العناصر المدارية · المعلمات المادية

- (27728) 1990 QD8 على موقع ويكي سكاي: DSS2, SDSS, GALEX, IRAS, Hydrogen α, X-Ray, Astrophoto, Sky Map, Articles and images